# Skåneleden
| Ældre stimarkering. |  | Ældre stimarkering. |
| Ældre stimarkering. |  | Nyere stimarkering. |

Skåneleden er en vandresti, der løber gennem Skåne i Sverige.  Den er inddelt i fem delstrækninger, der tilsammen er på over 1.000 kilometer og løber gennem 29 kommuner.  Allerede i 1973 blev det besluttet at skabe en skånsk vandrerute. I 1978 blev de første afsnit af Skåneleden taget i brug.  Skåneleden er også en del af den cirka 5.000 kilometer lange Nordsøvandreruten, der passerer Sverige, Norge, Danmark, Tyskland, Holland, England og Skotland.
Stien er markeret med orange farve.  Vandring på Skåneleden er meget varieret.  Der er omkring 80 faste bivuakker til overnatning undervejs.

## Delstrækninger
- Kust-kustleden: 367 km (underopdelt i to, øst og vest) – strækker sig fra Sölvesborg i øst til Ängelholm i vest.
- Nord-sydleden: 328 km (underopdelt i to, nord og syd) – strækker sig fra Hårsjö (vest for Vittsjö) i nord til Trelleborg i syd.  På den sydlige etape kommer man gennem Dalby Söderskog Nationalpark, som er Skånes ældste og mindste nationalpark.
- Ås-åsleden: 162 km – strækker sig fra Åstorp til Brösarp. Stien løber blandt andet gennem nationalparken Söderåsen, som er den største i Skåne.
- Österlenleden: 188 km – starter og slutter i Ystad.  Mellem Simrishamn og Kivik passerer man Stenshuvuds nationalpark.  Ved Kåseberga øst for Ystad passeres skibssætningen Ales sten. Den nordlige del af går gennem Brösarps backar.
- Öresundsleden: 172 km – strækker sig fra Utvälinge i nord til Löddeköpinge i syd.  En fritliggende del af Öresundsleden løber fra Foteviken til Falsterbokanalen.

Bag Skåneleden står Region Skåne, som har ansvaret for udviklingsspørgsmål vedrørende stien.  De 29 kommuner som stien passerer, har ansvaret for dens vedligeholdelse.  På vegne af regionen, har Stiftelsen Skånska Landskap blandt andet ansvaret for koordinering af kommunernes arbejde og kontakt til de besøgende.

## Ekstern henvisning
- Skåneledens hjemmeside